# لکسل ۲۰۰۴
سیارک ۲۰۰۴ (به انگلیسی: 2004 Lexell، نامگذاری:1973SV2) دو هزار و چهارمین سیارک کشف شده‌است که در ۲۲ سپتامبر ۱۹۷۳ کشف شد.
قدر مطلق سیارک برابر ۱۲٫۶۰ است.